# Сење (Ћуприја)
Сење је насеље у Србији у општини Ћуприја у Поморавском округу североисточно од Ћуприје. Према попису из 2022. било је 931 становника.
Сење се налази на обали реке Раванице. Први пут се помиње у даровној повељи кнеза Лазара манастиру Раваници као Горње и Доње Сење. У његовој близини се налази манастир Раваница и Сењски рудник.

## Демографија
У насељу Сење живи 1213 пунолетних становника, а просечна старост становништва износи 43,9 година (41,7 код мушкараца и 46,0 код жена). У насељу има 446 домаћинстава, а просечан број чланова по домаћинству је 3,19.
Ово насеље је великим делом насељено Србима (према попису из 2002. године), а у последња три пописа, примећен је пад у броју становника.
|  |

| Демографија | Демографија | Демографија |
| Година      | Становника  | Становника  |
| ----------- | ----------- | ----------- |
| 1948.       | 2.000       |             |
| 1953.       | 2.074       |             |
| 1961.       | 2.167       |             |
| 1971.       | 1.994       |             |
| 1981.       | 1.794       |             |
| 1991.       | 1.698       | 1.587       |
| 2002.       | 1.468       | 1.617       |

| Етнички састав према попису из 2002.‍ | Етнички састав према попису из 2002.‍ | Етнички састав према попису из 2002.‍ | Етнички састав према попису из 2002.‍ | Етнички састав према попису из 2002.‍ |
| ------------------------------------ | ------------------------------------ | ------------------------------------ | ------------------------------------ | ------------------------------------ |
|                                      |                                      |                                      |                                      |                                      |
| Срби                                 | Срби                                 |                                      | 1.453                                | 98,97%                               |
| Украјинци                            | Украјинци                            |                                      | 1                                    | 0,06%                                |
| Руси                                 | Руси                                 |                                      | 1                                    | 0,06%                                |
| Румуни                               | Румуни                               |                                      | 1                                    | 0,06%                                |
| непознато                            | непознато                            |                                      | 12                                   | 0,81%                                |

| Година пописа     | 1948. | 1953. | 1961. | 1971. | 1981. | 1991. | 2002. |
| ----------------- | ----- | ----- | ----- | ----- | ----- | ----- | ----- |
| Број домаћинстава | 431   | 452   | 510   | 513   | 499   | 468   | 446   |

| Број чланова      | 1  | 2   | 3  | 4  | 5  | 6  | 7  | 8 | 9 | 10 и више | Просек |
| ----------------- | -- | --- | -- | -- | -- | -- | -- | - | - | --------- | ------ |
| Број домаћинстава | 83 | 118 | 61 | 81 | 50 | 34 | 13 | 4 | 1 | 1         | 3,19   |

| Пол    | Укупно | Неожењен/Неудата | Ожењен/Удата | Удовац/Удовица | Разведен/Разведена | Непознато |
| ------ | ------ | ---------------- | ------------ | -------------- | ------------------ | --------- |
| Мушки  | 616    | 181              | 383          | 39             | 12                 | 1         |
| Женски | 657    | 135              | 379          | 129            | 14                 | 0         |
| УКУПНО | 1.273  | 316              | 762          | 168            | 26                 | 1         |

| Пол    | Укупно                    | Пољопривреда, лов и шумарство | Рибарство                            | Вађење руде и камена | Прерађивачка индустрија       |
| ------ | ------------------------- | ----------------------------- | ------------------------------------ | -------------------- | ----------------------------- |
| Мушки  | 259                       | 20                            | 0                                    | 7                    | 80                            |
| Женски | 170                       | 19                            | 0                                    | 1                    | 21                            |
| УКУПНО | 429                       | 39                            | 0                                    | 8                    | 101                           |
| Пол    | Производња и снабдевање   | Грађевинарство                | Трговина                             | Хотели и ресторани   | Саобраћај, складиштење и везе |
| Мушки  | 7                         | 13                            | 24                                   | 5                    | 24                            |
| Женски | 0                         | 2                             | 9                                    | 4                    | 1                             |
| УКУПНО | 7                         | 15                            | 33                                   | 9                    | 25                            |
| Пол    | Финансијско посредовање   | Некретнине                    | Државна управа и одбрана             | Образовање           | Здравствени и социјални рад   |
| Мушки  | 2                         | 4                             | 9                                    | 6                    | 35                            |
| Женски | 1                         | 0                             | 7                                    | 10                   | 54                            |
| УКУПНО | 3                         | 4                             | 16                                   | 16                   | 89                            |
| Пол    | Остале услужне активности | Приватна домаћинства          | Екстериторијалне организације и тела | Непознато            | Непознато                     |
| Мушки  | 14                        | 0                             | 0                                    | 9                    | 9                             |
| Женски | 36                        | 0                             | 0                                    | 5                    | 5                             |
| УКУПНО | 50                        | 0                             | 0                                    | 14                   | 14                            |